# تشارلز إس. كاري
تشارلز إس. كاري هو محامي وسياسي أمريكي، ولد في 25 نوفمبر 1827، وتوفي في 7 أغسطس 1906. نشط حزبياً في الحزب الديمقراطي. وقد انتخب عضو جمعية ولاية نيويورك ‏.